# Josephine Bosma
Josephine Bosma (* 1962 in Hengelo/Provinz Overijssel) ist eine niederländische Kunstkritikerin und Radiojournalistin mit dem thematischen Schwerpunkt Kunst-, Netzkunst und Medienkunst, die in Amsterdam lebt.

## Leben und Werk
Josephine Bosma arbeitete von 1991 bis 1998 für den niederländischen Piratensender Radio Patapoe und die Rundfunkgesellschaft VPRO. Seit 1993 spezialisierte sie sich auf die Themen Medienkunst und Medientheorie sowie Netzkunst. Sie veröffentlicht Interviews und Essays online, in Büchern und Zeitschriften, u. a. in Mute (UK), Telepolis, UHK (NO), Switch (USA), Ars Electronica, Metropolis M (NL) und Frieze d/e. Sie war Organisatorin des Radioprogrammes für das internationale Festival Next5Minutes (N5M), welches insgesamt viermal in Amsterdam und Rotterdam stattfand.

## Publikationen (Auswahl)
- net.art - Materialien zur Netzkunst, Institut für moderne Kunst Nürnberg (hrsg.), 1. November 1999, deutsch, ISBN 978-3-9330-9617-3
- Readme! Filtered by Nettime: ASCII Culture and the Revenge of Knowledge, Band 5, Josephine Bosma (hrsg.), Autonomedia, 1999, ISBN 978-1-5702-7089-5
- Medien Kunst Netz 2 / Media Art Net 2, Springer, Wien und New York, 2005, englisch, deutsch, ISBN 978-3-2112-3871-4
- Nettitudes: Let's Talk Net Art, Josephine Bosma (Autorin), NAI010 PUBL, 31. August 2011, englisch, ISBN 978-9-0566-2800-0
- Collect The Wwworld. The Artist As Archivist In The Internet Age (Black And White Edition), lulu.com, 26. Oktober 2011, ISBN 978-1-4709-0161-5